# Roches Stores
Roches Stores was een nationale warenhuisketen in Ierland, eigendom van de familie Roche.

## Geschiedenis
Roches Stores werd in 1901 in Cork opgericht door William Roche, de zoon van een boer uit het noorden van de County Cork. William had bij Cash's in de stad Cork gewerkt en een tijd in Londen. Het bedrijf begon als een kleine meubelwinkel in een voormalige zagerij aan Merchant Street in Cork. In de daaropvolgende twaalf jaar breidde Roche het bedrijf uit met dameskleding en verhuisde naar een nieuw pand aan Winthrop Street. In 1919 verhuisde Roche het bedrijf naar een groot pand aan Patrick Street.
Op 11 december 1920, tijdens de Ierse Onafhankelijkheidsoorlog, staken Britse troepen een groot deel van het stadscentrum van Cork in brand en verwoestten veel panden aan Patrick Street, waaronder de winkel van Roche. Roche nam daarop weerd zijn intrek in het oude pand aan Merchant Street en keerde in mei 1927 terug naar het pand aan Patrick Street. In de tweede helft van 1927 kocht Roche een pand aan Henry Street in Dublin. In 1937 werd een pand aan Sarsfield Street in Limerick verworven. Na een brand in 1947 opende het bedrijf in 1951 een nieuwe, grotere winkel aan O'Connell Street.
Nadat William Roche in 1939 overleed, nam zijn weduwe, Kathleen de leiding over. Zijn zonen, William Junior en Stanley, begonnen in 1937 bij het bedrijf te werken. Zoon, Raymond, stapte in 1950 in het bedrijf. De burgemeester van Dublin huldigde op 25 maart 1963 de eerste roltrap van Ierland in, in het filiaal van Roches Stores in Dublin.
Het bedrijf opende in de jaren 1970 en 1980 nog meer winkels in Galway, Wilton, Cork en in Blackrock, Dublin. In 1999 opende een winkel in Newry. Het bedrijf groeide uiteindelijk uit tot een keten van elf winkels in heel Ierland. Het verkocht een breed scala aan goederen, waaronder cosmetica, huishoudelijke artikelen, kleding en schrijfwaren. Het was jarenlang de enige echte warenhuisketen van het land. In tegenstelling tot zijn concurrenten als Dunnes Stores verkocht Roches Stores over het algemeen meer merkartikelen, met name kleding. De concurrenten verkochten meer artikelen van hun eigen huismerken. 
Op het hoogtepunt hadden acht van de vestigingen ook een eigen supermarkt. Roches Stores begon in 1999 met het afstoten van de supermarkten en verhuurde zijn winkels aan SuperValu. De supermarkten handelden onder de naam "SuperValu at Roches Stores", maar sommige van deze winkels al na enkele maanden gesloten. In 2005 werden de meeste supermarkten van Roches Stores gesloten, terwijl de overige vier als concessies werden geëxploiteerd: twee (in Cork) door Caulfield / McCarthy, een andere SuperValu-franchisenemer, en twee (in Blackrock en Galway) door Marks & Spencer.
Roches Stores veroorzaakte controverse in de jaren 1970 en begin jaren 1980 toen het bedrijf het  Frescati House in Blackrock, het huis van Lord Edward Fitzgerald, sloopte.
Op 8 augustus 2006 werd aangekondigd dat Debenhams de huurovereenkomsten van negen van de elf Roches Stores zou overnemen voor € 29 miljoen. Volgens de deal zouden de winkels, inclusief die in St. Patrick's Street in Cork en Henry Street in Dublin, omgedoopt worden tot Debenhams-winkels. De familie Roche behield het eigendom van de winkels en Debenhams werd de nieuwe huurder. Marks & Spencer had ermee ingestemd het filiaal in Wilton over te nemen, maar die deal ging echter niet door vanwege een geschil over de huur met de eigenaren van het centrum. De elfde winkel, in het Nutgrove Shopping Centre in Dublin, werd gesloten. In oktober 2007 verdween de naam Roches Stores uit het straatbeeld.